# Les Géants
Los gigantes ( francés : Les géants ) es una película dramática belga de 2011 dirigida por Bouli Lanners , escrita por Lanners y Elise Ancion, protagonizada por Zacharie Chasseriaud, Martin Nissen, Paul Bartel, Didier Toupy, Karim Leklou, Marthe Keller y Gwen Berrou. Filmado en las Ardenas en Bélgica y Luxemburgo , producido por Jacques-Henri Bronckart y Jani Thiltges para Versus Production, fue lanzado en Bélgica el 12 de octubre de 2011.

## Sinopsis
Abandonados en la casa de su difunto abuelo durante el verano, los hermanos adolescentes Zak y Seth se quedan solos. Con las infinitas posibilidades de diversión y aventura de verano en el idílico campo belga, sienten que el mundo es su ostra. Pero cuando el dinero se queda corto y sin ayuda a la vista, los niños planean mantenerse a sí mismos alquilando la casa de su abuelo fallecido a un traficante de drogas local, pero las cosas no salen exactamente como se planeó.

## Reparto
- Zacharie Chasseriaud como Zak.
- Martin Nissen como Seth.
- Paul Bartel como Danny.
- Didier Toupy
- Karim Leklou como Angel.
- Marthe Keller como Rosa.
- Gwen Berrou como Marth.